# 사이콜로지컬 라인
투자심리선(投資心理線, 영어: psychological line) 또는 사이콜로지컬 라인은 시세 동향 그래프의 일종이다.

## 개요
과거 12일 중에서 상승한 일 수의 비율로부터 시장에서 너무 많이 사거나 너무 많이 팔린 상태를 보는 지표로 사용된다. 사이콜로지컬("심리적인")이라는 이름 그대로 투자자의 심리를 수치화한 지표이다.
- (12일 중에 전일 대비 플러스인 일 수)÷(12일의 일 수)×100
- 단 전일과 변화가 없는 날은 전날이 플러스이면 플러스인 날에 더한다(반대로 전날이 마이너스이면 마이너스인 날에 더한다).

일반적으로
- 75% 이상은 너무 많이 산 것
- 25% 이하는 너무 많이 판 것

으로 판단한다. 주로 역으로 보는 지표로 사용된다.
사이콜로지컬 라인의 사고 방식에 상승폭과 하락폭을 첨가한 방법이 RSI이다.

## 같이 보기
- 기술적 분석
- 대수의 법칙
- 시세 동향 그래프
- 주식
- 주가
- 외환
- 외환 증거금 거래
- 이동평균